# Sielska Woda
Sielska Woda – osada w Polsce położona w województwie opolskim, w powiecie brzeskim, w gminie Lubsza, 1,7 km od siedziby gminy. Miejscowość leży nad rzeką Moszczanką. 

## Historia
Administracyjnie wieś powstała 1 stycznia 2016 roku. Twórcą wsi jest przedsiębiorca Marian Tomków, który na terenach późniejszej Sielskiej Wody zakupił ziemię. Początkowo Tomków prowadził na niej szkółkę leśną, ale po jej zniszczeniu w 1997 roku (powódź tysiąclecia) w pobliżu powstał zbiornik retencyjny. Wówczas Tomków zbudował smażalnię ryb, domy letniskowe wraz z infrastrukturą wypoczynkową i dom mieszkalny dla swojej rodziny.
Ze względu na zainteresowanie ziemią pod budownictwo mieszkaniowe, zdecydował o wydzieleniu ok. 150 działek budowlnaych na sprzedaż. Dzięki zabiegom Tomkowa i jednostek samorządu terytorialnego, 17 grudnia 2015 roku Ministerstwo Spraw Wewnętrznych i Administracji wydało rozporządzenie m.in. w przedmiocie utworzenia nowej miejscowości. Tablice informacyjne z nazwą miejscowości uroczyście odsłonięto 29 grudnia 2015 roku.